# 댈러스 크리스천 스쿨
댈러스 크리스천 스쿨(Dallas Christian School)은 미국 텍사스주 댈러스에 있는 12년제 사립 초중고등학교이다.

## 개교
이 학교는 1957년에 첫 개교되었다.

## 트리비아
대한민국 여성 가수 김청하(애니 킴)가 2007년 2월, 이 학교 예하 초등부를 수료한 바 있다.